# Juramaia
Juramaia é um gênero de mamífero que viveu no final do Jurássico Superior no que é hoje a China. Tem uma única espécie descrita para no gênero Juramaia sinensis. Os restos fósseis foram coletados na área de Daxigou, Jianchang, na Formação Tiaojishan. O holótipo (BMNH PM1343) consiste num esqueleto articulado e quase completo, incluindo o crânio incompleto com toda a dentição.